# Кете Крузе (фильм)
«Кете Крузе» — немецко-австрийский телевизионный фильм 2015 года по мотивам биографии известной создательницы кукол Кете Крузе.

## Жанр телефильма
Жанр телевизионного фильма относится к биографическому повествованию с элементами творческой интерпретации. Режиссёр Франциска Бух говорит, что когда ей предложили создавать картину про Кете Крузе, она лишь поверхностно знала о создательнице всемирно известных кукол. Собирая материал, съёмочная группа увлеклась судьбой  этой  творческой натуры и уникальной историей её успеха. Но при этом постановщики фильма представили свою интерпретацию фактов, которая придала цельность картине. По словам Франциски Бух, нужно решаться на интерпретацию, только тогда история приобретёт свой фокус (нем. Man muss sich trauen zu interpretieren, nur dann bekommt die Geschichte einen Fokus).

## Характеристика персонажей
Кете Крузе, девичье имя Катарина Симон (нем. Katharina Simon) — реальная актриса и художница, бросившая вызов условностям своего времени. Внебрачная дочь банковского служащего, не знавшая отцовской любви, выросшая в бедности с матерью-портнихой, она научилась справляться с жизненными трудностями и не унывать. К двадцати годам Катарина уже играла главные роли в берлинском театре. Однако главной её заботой в жизни стала многодетная семья и создание кукол ручной работы не только для своих родных детей. Как девиз звучат слова Кете Крузе: «Если счастье не придёт само, то придётся мне об этом позаботится» (нем. Wenn das Glück nicht von alleine kommt, dann kümmere ich mich eben selber drum!).
Макс Крузе — известный немецкий скульптор, пик славы которого пришёлся на годы до встречи с Катариной Симон. В фильме у него уже возникают проблемы с заказами, что на фоне предпринимательских успехов жены, задевает его самолюбие. С одной стороны Макс  чувствует, как с возрастом уплывает его карьера, но с другой стороны он подпитывается идеями молодой жены.
Давид — вымышленный персонаж в отличие от реальных Кете и Макса Крузе. Но в фильме Давид играет важную роль надёжного друга семьи, доверенного лица и адвоката Кете Крузе, в которую он был тайно влюблён со времени их первого знакомства.

## Сюжет
Фильм начинается эпизодом из детства художественно одарённой Катарины Симон, посещавшей уроки театрального мастерства и мечтавшей стать актрисой, чтобы выбраться из бедности. В 19 лет она действительно получила главную роль в спектакле берлинского театра имени Лессинга. На праздновании театральной премьеры Катарина познакомилась со своим будущим мужем, скульптором Максом Крузе и с Давидом.
Предпочитая свободу, Макс и Кете несколько лет не оформляли официально свои близкие отношения. Макс, напряжённо работая над заказами и сталкиваясь в Берлине с разными проблемами, посоветовал беременной Кете перебраться вместе с их первой дочкой Марией и со слабеющей матерью на некоторое время в швейцарскую Аскону, где селились любители природы и альтернативного образа жизни. По совету Макса именно там Кете впервые начала собственными руками из подручных материалов мастерить кукол для своих детей. В сценарий фильма включён вымышленный персонаж — фотограф и адвокат Давид, который влюблён в Кете, гостит в её доме, охотно играет с детьми, когда её муж Макс подолгу отсутствует из-за выполнения срочных заказов в Берлине и других местах.
После смерти своей матери Кете с двумя детьми переезжает в Грац, где Макс был занят как скульптор, и сама начинает из глины моделировать головки для кукол. Она привозит свои новые работы в крупный торговый центр Берлина KaDeWe для раздела «Самодельные игрушки» на Рождественской ярмарке 1910 года. Интерес к её куклам и возросший спрос на них подтолкнули Кете к открытию  собственной мануфактуры с наёмным персоналом в Бад-Кёзене, куда переехала семья.
После Первой мировой войны появились имитаторы «Кете-Крузе-кукол», под её именем выставлявшие на продажу свои дешёвые штампованные изделия. Фильм завершается судебным процессом против крупной корпорации «Bing», на котором в 1925 году Кете Крузе впервые добилась защиты авторских прав для создателей игрушек.

## В главных ролях
- Фридерике Бехт[нем.] — Кете Крузе [4]
- Фриц Карл[нем.] — Макс Крузе [5]
- Франц Динда[нем.] — Давид, адвокат и фотограф[6]
- Урсула Штраус — мать Кете

## Съёмки
Основная часть съёмок проводилась в тюрингском городе Альтенбург, выбранном сценаристкой Шарон фон Витерсхайм из-за подходящих съёмочных площадок. Их было много на выбор как внутри, так и вокруг Альтенбура. Кроме того, съёмки проходили в  Герлице, Мюнхене и Граце.
Съёмки длились с 9 июля по 25 августа 2014 года. Бюджет фильма составил 4 500 000 евро (приблизительно).

## Отклики в прессе
Рейтинг телефильма «Кете Крузе» оказался высоким. Впервые показанный  4 апреля 2015 года по всегерманскому первому каналу фильм собрал у экранов 3,02 миллиона зрителей, заинтересовавшихся историей постепенного внутреннего освобождения и самоутверждения Кете Крузе — одной из немногих успешных женщин своего времени, которые не наследовали бизнес, но создавали его самостоятельно. На разных телеканалах появились отклики на фильм в форме интервью с его создателями, а также статьи в печатных и электронных изданиях — «Шпигель», «Frankfurter Allgemeine Zeitung», «Stimme»  и так далее. Авторы отмечали успех сценарно-режиссёрского решения, удачный подбор актёров и их убедительную игру. Поскольку телефильм завершался 1925 годом, некоторые высказывали пожелания увидеть его продолжение в следующей серии.

## Видеоинтервью
- Интервью актрисы, сыгравшей роль Кете Крузе  (нем.)
- Интервью исполнителя роли Давида (вымышленного персонажа)  (нем.)